# Sint Maartensbrug (Goes)

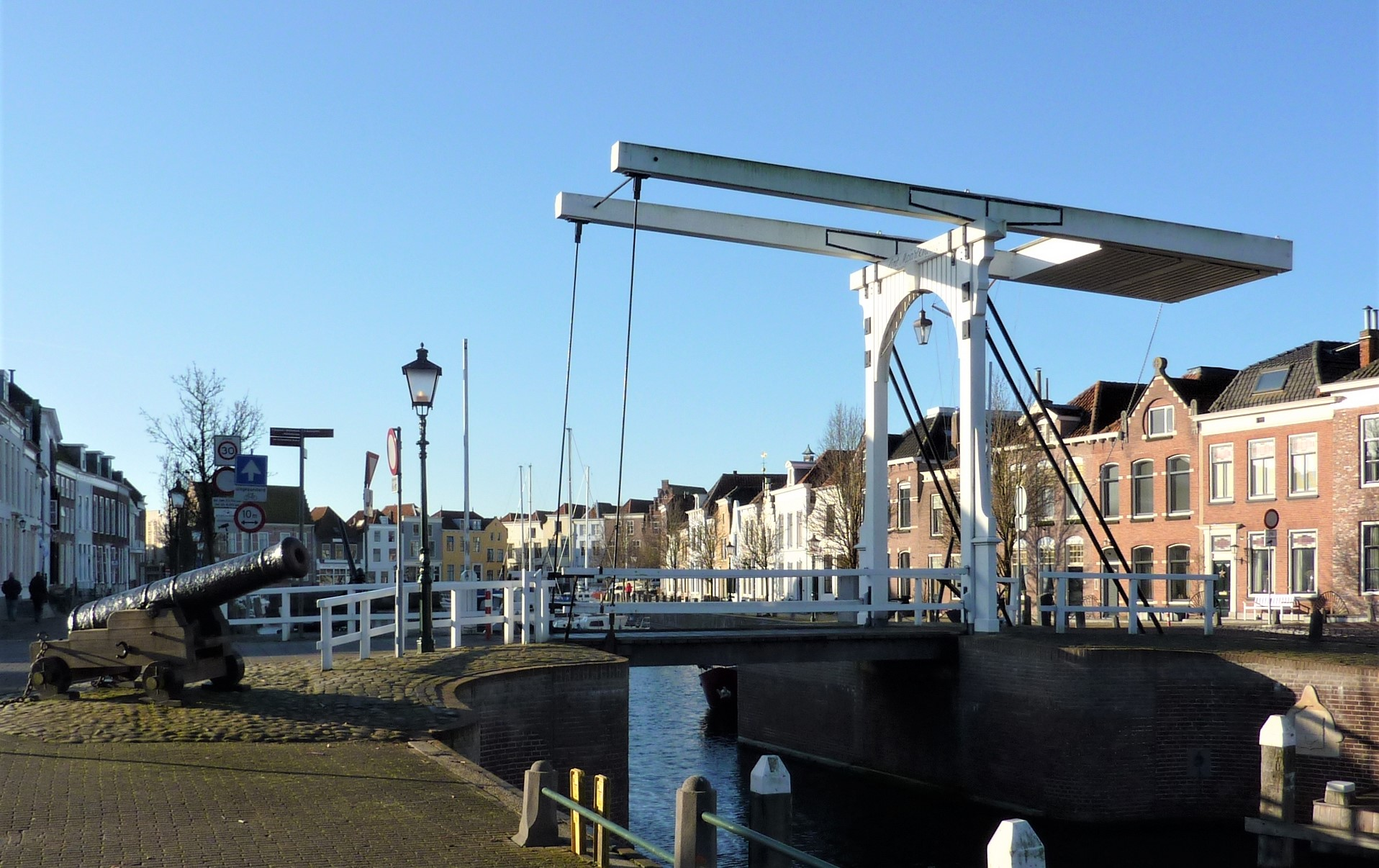
de Sint Maartensbrug in 2014

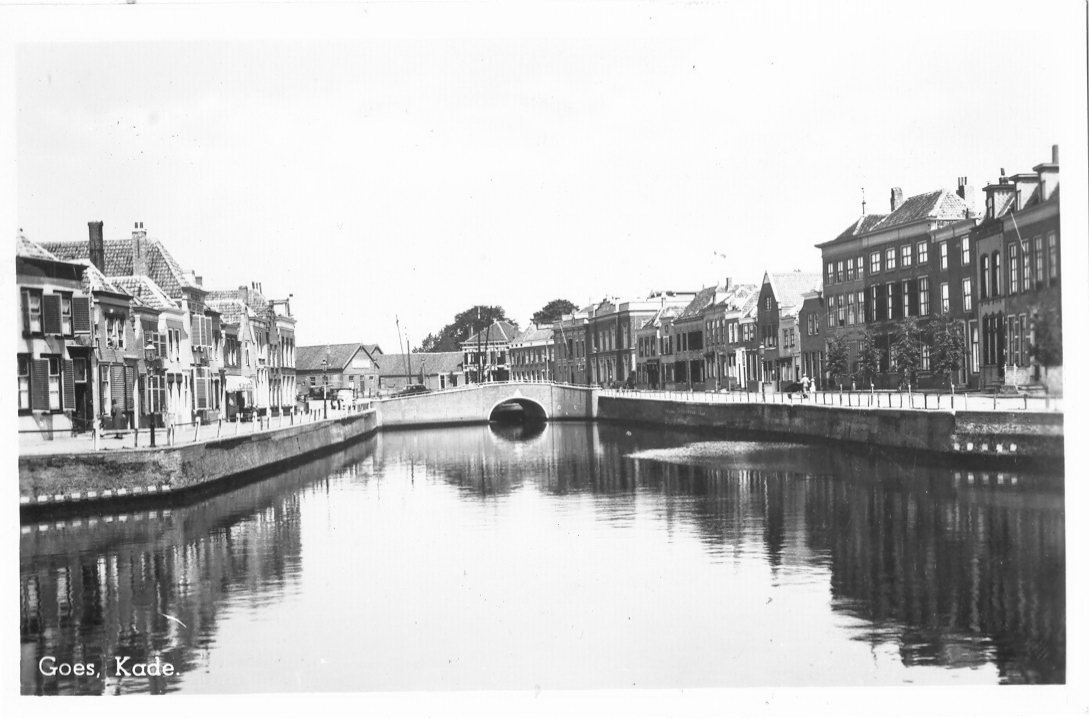
De stadshaven in Goes met de vaste Sint Maartensbrug

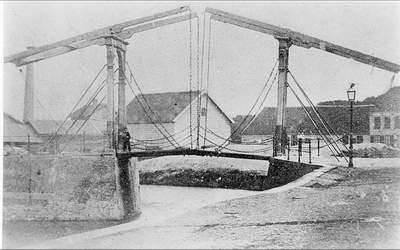
De eerste Sint Maartensbrug in Goes

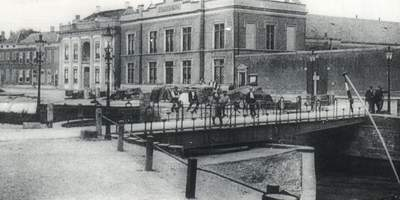
De voormalige Draaibrug in Goes

De Sint Maartensbrug is een ophaalbrug over de stadshaven in Goes, in de Nederlandse provincie Zeeland. 
Verschillende bruggen hebben deze naam gedragen. De huidige brug ligt er sinds 13 juli 1974. Hiervoor was er een vaste stenen brug (vanaf 1938), een draaibrug en de eerst bekende brug was een dubbele ophaalbrug. 
Vanwege het toenemende autoverkeer werd in de jaren 30 van de twintigste eeuw besloten tot de aanleg van een vaste stenen brug voor het autoverkeer. Hierdoor verloor de haven haar functie en zij lag vervolgens veertig jaar lang als een 'dode plas water' in het centrum van Goes. Door het alsmaar toenemen van het autoverkeer gingen er op den duur stemmen op om de gehele haven maar te dempen en er een parkeerplaats van te maken. De gemeente besloot begin jaren 70 echter anders en wilde de haven als jachthaven inrichten. Hiervoor werd de oude brug gesloopt en kwam de huidige ophaalbrug voor in de plaats.